# (1015) Christa
(1015) Christa ist ein Asteroid des Hauptgürtels, der am 31. Januar 1924 vom deutschen Astronomen Karl Wilhelm Reinmuth in Heidelberg entdeckt wurde.
Als Name Christa für den Asteroiden wurde in traditioneller Art ein weiblicher Vorname gewählt, der jedoch keiner speziellen Person zugeordnet ist.
Die Umlaufbahn hat eine große Halbachse von 3,2130 und eine Bahnexzentrizität von 0,0803. Damit bewegt er sich in einem Abstand von 2,9551 (Perihel) bis 3,4708 (Aphel) astronomischen Einheiten in 5 a 273 d um die Sonne. Die Bahn ist 9,449° gegen die Ekliptik geneigt.
Der Asteroid hat einen Durchmesser von 96,94 km und eine Albedo von 0,0459.